# Jose Chafino
José Chafino Mira (* 1964 in Ibi, Spanien) ist ein spanischer Musiker, Pianist und Komponist.

## Biografie
In Alicante studierte er Klarinette bei dem Musiker und Klarinettisten Benedicto Ripoll Martínez; Klavier bei Ana Flori am Oscar Esplá Konservatorium für Musik; und Komposition bei Javier Darias. In den USA setzte er sein Klavierstudium bei der Pädagogin Peggy Erwin und sein Studium der experimentellen Komposition bei dem Komponisten Kevin Hiatt fort. An der Kunsthochschule in Miami (The New World School of the Arts) vertiefte er sich in das Studium der elektronischen Musik und ihrer Beziehung zum Film. Nach seiner Rückkehr nach Spanien wurde er endgültig in die Escuela de Composición y Creación de Alcoy (ECCA) aufgenommen. Der Komponist arbeitet zwischen den Städten Alicante und Murcia. Seine Arbeit als Komponist brachte ihn in Kontakt mit Luís de Pablo, Ramón Barce, Cristóbal Halffter, Leonardo Balada, Antón García Abril und Tristan Murail. Neben seiner Tätigkeit als Musiker liegt sein Arbeitsschwerpunkt auf der Musikerziehung.
1993 erschien sein erstes Album, El Breve Infinito, ein musikalisches Werk hauptsächlich für Klavier, in dem er von Spaniens einzigem männlichen Sopransänger, José Ramírez Ruíz, begleitet und von Julián Ruiz, dem Produzenten von Künstlern aus der Zeit der „Movida“ wie Tino Casal, Danza Invisible, Azul y Negro oder Alaska y Los Pegamoides, produziert wurde. Es enthält 12 Lieder, in denen das Klavier regiert, mit spanischen und englischen Liedern, die von José Ramírez Ruiz interpretiert werden.
Als Komponist von Werken, die von der Musiktradition der valencianischen Gemeinschaft inspiriert sind, veröffentlichte er 2009 eine Reihe von Partituren für Klarinette und Klavie.
Im Jahr 2023 wurden seine Alben "Meditaciones" (Meditations) und "Mediaciones II" online veröffentlicht, die jeweils zwölf Lieder für Klavier solo enthalten.

## Diskografie
- 1993: El Breve Infinito. (Label Ariola)[2]
- 2023: Meditaciones[3][4]
- 2023: Meditaciones II[5]